# 王协 (晋商)
王协，字允中，号一斋，山西平阳府太平县北柴人（今临汾市襄汾县赵康镇北柴村）。清朝著名晋商，两淮盐商，商名王履泰。加候补知府、盐运使衔。
王太来后第五代，王勖弟，在扬州充当两淮盐商，商名王履泰。支分三号，曰履泰、允泰、居易。王协并未亲身赴扬州，而是由店伙经营 。乾隆四十五年庚子（1780年）、四十九年甲辰（1784年），两次乾隆帝南巡，指定王家承办接驾差务，受到赏识。乾隆四十八年（1783年），王协、王勋癸卯科考中举人，捐官擢刑部员外郎。乾隆五十五年庚戌（1790年），王履泰、尉跻美为承办乾隆八十祝寿之总商，受到奖励，奉旨敕建七世同居坊，旌表王家自高祖廷仪至孙棻等七世同居，准入忠义孝弟祠。蒙恩加三品顶戴，赐宴并貂皮纱。嘉庆元年丙辰（1796年）捐饷,加盐运司衔，又在两淮煮赈、捐育婴堂食费，恩加十三级，赐匾“乐善好施”，晋资政大夫。办理河东盐务。嘉庆五年（1800年8月19日），山西巡抚伯麟上奏朝廷：候补知府王协捐银50万两，用于剿平白莲教的军饷。享年八十岁。
- 子王润翰。字德滋，号雨舟，著有《汲古堂印谱》
- 子王冲翰，商名王恒泰，